# Thomas Matthews
Thomas John Johnnie Matthews (16 de agosto de 1884 — 20 de outubro de 1969) foi um ciclista britânico. Ganhou uma medalha de ouro nos Jogos Olímpicos Intercalados de 1906 e competiu em duas provas nos Jogos Olímpicos de Verão de 1908.